# Nốt trầm đời bác sĩ
Nốt trầm đời bác sĩ, tên gốc là Doctor Slump (tiếng Hàn: 닥터 슬럼프; Romaja: Dakteo Seulleompeu) là một bộ phim truyền hình Hàn Quốc được phát sóng năm 2024 với sự tham gia của các diễn viên Park Hyung-sik, Park Shin-hye, Yoon Park, và Kong Seong-ha. Bộ phim phát sóng trên JTBC vào thứ Bảy và Chủ nhật hàng tuần, lúc 22:30 (KST) từ ngày 27 tháng 1 năm 2024.

## Nội dung
Nốt trầm đời bác sĩ đề cập đến sự trưởng thành và tình yêu của hai nhân vật chính, những người đã từ bỏ công việc bác sĩ trong tình trạng sa sút và sống trong một căn phòng trên sân thượng.
Trong đó, Park Hyung-sik vào vai nam chính Yeo Jeong Woo, một bác sĩ phẫu thuật thẩm mỹ thành công nhưng bị tai nạn y tế và rồi dẫn đến phá sản. Còn Park Shin-hye vào vai nữ chính Nam Ha Neul, cô đã rời khỏi bệnh viện sau khi bị bắt nạt bởi một giáo sư y khoa.
Hồi còn ở trường trung học phổ thông, họ đã từng là đối thủ cạnh tranh để giành vị trí đầu bảng. Sau khi rời khỏi bệnh viện, họ gặp lại nhau và trở thành những người hàng xóm trên nhà gác mái, trong một căn phòng trên sân thượng, ôm lấy nỗi đau của nhau, cùng nhau trưởng thành và rơi vào lưới tình.

## Diễn viên

### Vai chính
| Diễn viên      | Nhân vật      | Giới thiệu |
| Park Hyung-sik | Yeo Jeong Woo | Bác sĩ phẫu thuật thẩm mỹ thành công nhưng bị tai nạn y tế và rồi dẫn đến phá sản. Sinh ra trong một gia đình bác sĩ thành đạt, từ những ngày còn đi học, anh là học sinh đứng đầu toàn trường, tốt nghiệp trường y tốt nhất Hàn Quốc, trở thành 'bác sĩ ngôi sao' có cả tài năng và nhân cách. Một người có một cuộc sống đáng ghen tị với tư cách là một bác sĩ phẫu thuật thẩm mỹ. Thế nhưng, do một tai nạn y tế đáng ngờ, anh bị đẩy đến bờ vực, lần đầu tiên anh trải qua giai đoạn tồi tệ nhất trong đời mình.          |
| Park Shin-hye  | Nam Ha Neul   | Bác sĩ gây mê mắc Hội chứng Burnnout - Kiệt sức, rời khỏi bệnh viện sau khi bị bắt nạt bởi một giáo sư y khoa. Cô được gọi là thiên tài ngay từ khi sinh ra, bị ám ảnh bởi việc học tập với trí óc thông minh và sự nỗ lực khủng khiếp của mình, trở thành một người phát cuồng vì công việc ngay cả khi trở thành bác sĩ. Một ngày nọ, khi đang sống một cuộc sống "đầy nhàm chán" và không biết làm gì khác ngoài học tập và làm việc, cô chợt nhìn lại cuộc đời đã hoàn toàn bị hủy hoại của mình và quyết tâm sẽ thay đổi. |
| Yoon Park      | Bin Dae Yeong | Bác sĩ phẫu thuật thẩm mỹ, người tự ý thức là đối thủ với Yeo Jeong Woo, một người bạn nổi tiếng cùng trường đại học, nhưng lại hiểu anh ấy hơn bất kỳ ai khác. Anh tự tôn cao và đầy huênh hoang, dù vậy không ai có thể ghét anh ấy được. |
| Kong Seong-ha  | Lee Hong Ran  | Bác sĩ gây mê khoa sản và là bạn thân của Nam Ha Neul từ thời đại học. |

### Vai phụ

#### Những người xung quanh Yeo Jeong Woo
| Diễn viên     | Nhân vật       | Giới thiệu |
| Oh Dong-min   | Min Kyung Min  | Giáo sư trẻ nhất khoa gây mê, là tiền bối của Nam Ha Neul và có mối quan hệ thân thiết như anh em với Yeo Jeong Woo                                                 |
| Park Won-ho   | Kim Moo Geun   | Bạn của Jeong Woo từ thời trung học. |
| Kang Sang-jun | Son Chan Young | 1 trong 3 người bạn thân của Jeong Woo từ thời trung học. Anh luôn ở bên Yeo Jeong Woo ngay cả khi trưởng thành và đồng hành hàng loạt sự kiện phải đối mặt sau đó. |
| Jung Ji-soon  | Nội quan Kim   | Giáo viên chủ nhiệm. |

#### Những người xung quanh Nam Ha Neul
| Diễn viên      | Nhân vật      | Giới thiệu            |
| Jang Hye-jin   | Gong Wol Seon | Mẹ của Ha Neul.       |
| Hyun Bong-sik  | Gong Tae Seon | Chú ruột của Ha Neul. |
| Yoon Sang-hyun | Nam Ba Da     | Em trai của Ha Neul.  |

## Sản xuất

### Phát triển
Nốt trầm đời bác sĩ được tổ chức buổi đọc kịch bản đầy đủ với các diễn viên như Park Shin Hye và Park Hyung Sik vào ngày 4 tháng 3 năm 2023.

### Tuyển diễn viên
Vào ngày 14 tháng 3 năm 2023, Park Hyung-sik, Park Shin-hye, Yoon Park, và Kong Seong-ha xác nhận tham gia bộ phim do SLL và HighZium Studio sản xuất.

### Quay phim
Bộ phim bắt đầu quay vào 14 tháng 3 năm 2023 và đóng máy vào 29 Tháng 10 năm 2023.

## Nhạc phim

### Phần 1
| Phát hành 2 tháng 1 năm 2024 | Phát hành 2 tháng 1 năm 2024   | Phát hành 2 tháng 1 năm 2024 | Phát hành 2 tháng 1 năm 2024 | Phát hành 2 tháng 1 năm 2024 | Phát hành 2 tháng 1 năm 2024 |
| STT                          | Nhan đề                        | Phổ lời                      | Phổ nhạc                     | Ca sĩ                        | Thời lượng                   |
| ---------------------------- | ------------------------------ | ---------------------------- | ---------------------------- | ---------------------------- | ---------------------------- |
| 1.                           | "In My Memory" (기억속에 너와) | Lee Ki Hwan, Eun Rim         | Lee Ki Hwan, Eun Rim         | Seulgi                       | 3:25                         |
| 2.                           | "In My Memory" (Inst.)         |                              | Lee Ki Hwan, Eun Rim         |                              | 3:25                         |
| Tổng thời lượng:             | Tổng thời lượng:               | Tổng thời lượng:             | Tổng thời lượng:             | Tổng thời lượng:             | 6:50                         |

### Phần 2
| Phát hành 3 tháng 2 năm 2024 | Phát hành 3 tháng 2 năm 2024 | Phát hành 3 tháng 2 năm 2024 | Phát hành 3 tháng 2 năm 2024                | Phát hành 3 tháng 2 năm 2024 | Phát hành 3 tháng 2 năm 2024 |
| STT                          | Nhan đề                      | Phổ lời                      | Phổ nhạc                                    | Ca sĩ                        | Thời lượng                   |
| ---------------------------- | ---------------------------- | ---------------------------- | ------------------------------------------- | ---------------------------- | ---------------------------- |
| 1.                           | "Not Alone" (혼자가 아니야)  | Taibian                      | Taibian, Kim Jung-woo (Toxic), Director Ahn | Hynn                         | 4:12                         |
| 2.                           | "Not Alone" (Inst.)          |                              | Taibian, Kim Jung-woo (Toxic), Director Ahn |                              | 4:12                         |
| Tổng thời lượng:             | Tổng thời lượng:             | Tổng thời lượng:             | Tổng thời lượng:                            | Tổng thời lượng:             | 8:24                         |

### Phần 3
| Phát hành 10 tháng 2 năm 2024 | Phát hành 10 tháng 2 năm 2024        | Phát hành 10 tháng 2 năm 2024 | Phát hành 10 tháng 2 năm 2024 | Phát hành 10 tháng 2 năm 2024 | Phát hành 10 tháng 2 năm 2024 |
| STT                           | Nhan đề                              | Phổ lời                       | Phổ nhạc                      | Ca sĩ                         | Thời lượng                    |
| ----------------------------- | ------------------------------------ | ----------------------------- | ----------------------------- | ----------------------------- | ----------------------------- |
| 1.                            | "The Way to Love Myself" (나 사랑법) | Lee Chi-hoon                  | Park Sung-il                  | Chen                          | 3:29                          |
| 2.                            | "The Way to Love Myself" (Inst.)     |                               | Park Sung-il                  |                               | 3:29                          |
| Tổng thời lượng:              | Tổng thời lượng:                     | Tổng thời lượng:              | Tổng thời lượng:              | Tổng thời lượng:              | 6:58                          |

### Phần 4
| Phát hành 24 tháng 2 năm 2024 | Phát hành 24 tháng 2 năm 2024     | Phát hành 24 tháng 2 năm 2024 | Phát hành 24 tháng 2 năm 2024 | Phát hành 24 tháng 2 năm 2024 | Phát hành 24 tháng 2 năm 2024 |
| STT                           | Nhan đề                           | Phổ lời                       | Phổ nhạc                      | Ca sĩ                         | Thời lượng                    |
| ----------------------------- | --------------------------------- | ----------------------------- | ----------------------------- | ----------------------------- | ----------------------------- |
| 1.                            | "Actually I Love You" (사실 너를) | In Woo                        | In Woo                        | Junggigo                      | 3:45                          |
| 2.                            | "Actually I Love You" (Inst.)     |                               | In Woo                        |                               | 3:45                          |
| Tổng thời lượng:              | Tổng thời lượng:                  | Tổng thời lượng:              | Tổng thời lượng:              | Tổng thời lượng:              | 7:30                          |

### Phần 5
| Phát hành 2 tháng 3 năm 2024 | Phát hành 2 tháng 3 năm 2024 | Phát hành 2 tháng 3 năm 2024 | Phát hành 2 tháng 3 năm 2024 | Phát hành 2 tháng 3 năm 2024 | Phát hành 2 tháng 3 năm 2024 |
| STT                          | Nhan đề                      | Phổ lời                      | Phổ nhạc                     | Ca sĩ                        | Thời lượng                   |
| ---------------------------- | ---------------------------- | ---------------------------- | ---------------------------- | ---------------------------- | ---------------------------- |
| 1.                           | "Love Is" (사랑한다는 말은)  | Park Purple                  | Park Purple, In Woo          | Dayoung, Eden                | 3:11                         |
| 2.                           | "Love Is" (Inst.)            |                              | Park Purple, In Woo          |                              | 3:11                         |
| Tổng thời lượng:             | Tổng thời lượng:             | Tổng thời lượng:             | Tổng thời lượng:             | Tổng thời lượng:             | 6:22                         |

### Phần 6
| Phát hành 10 tháng 3 năm 2024 | Phát hành 10 tháng 3 năm 2024 | Phát hành 10 tháng 3 năm 2024      | Phát hành 10 tháng 3 năm 2024      | Phát hành 10 tháng 3 năm 2024 | Phát hành 10 tháng 3 năm 2024 |
| STT                           | Nhan đề                       | Phổ lời                            | Phổ nhạc                           | Ca sĩ                         | Thời lượng                    |
| ----------------------------- | ----------------------------- | ---------------------------------- | ---------------------------------- | ----------------------------- | ----------------------------- |
| 1.                            | "Lean On Me" (내게 기대)      | Jay Lee, Kim Jae-won, Shim Gyu-tae | Jay Lee, Kim Jae-won, Shim Gyu-tae | Park Hyung Sik                | 3:26                          |
| 2.                            | "Lean On Me"                  |                                    | Jay Lee, Kim Jae-won, Shim Gyu-tae |                               | 3:26                          |
| Tổng thời lượng:              | Tổng thời lượng:              | Tổng thời lượng:                   | Tổng thời lượng:                   | Tổng thời lượng:              | 6:52                          |

## Tỷ suất người xem
| Mùa | Mùa | Số tập | Số tập | Số tập | Số tập | Số tập | Số tập | Số tập | Số tập | Số tập | Số tập | Số tập | Số tập | Số tập | Số tập | Số tập | Số tập | Trung bình |
| Mùa | Mùa | 1      | 2      | 3      | 4      | 5      | 6      | 7      | 8      | 9      | 10     | 11     | 12     | 13     | 14     | 15     | 16     | Trung bình |
| --- | --- | ------ | ------ | ------ | ------ | ------ | ------ | ------ | ------ | ------ | ------ | ------ | ------ | ------ | ------ | ------ | ------ | ---------- |
|     | 1   | 0.938  | 1.261  | 1.229  | 1.565  | 0.955  | 0.988  | 1.316  | 1.549  | 1.383  | 1.984  | 1.402  | 1.631  | 1.332  | 1.517  | 1.196  | 1.535  | 1.343      |

| Tập | Ngày phát sóng  | Nội dung | Tỷ lệ người xem trung bình | Tỷ lệ người xem trung bình |
| Tập | Ngày phát sóng  | Nội dung | Nielsen Hàn Quốc           | Nielsen Hàn Quốc           |
| Tập | Ngày phát sóng  | Nội dung | Toàn quốc                  | Seoul                      |
| --- | --------------- | --- | -------------------------- | -------------------------- |
| 1 | 27 tháng 1 2023 | Sau khi sự nghiệp bác sĩ phẫu thuật thẩm mỹ thành công, Yeo Jeong Woo đối mặt với việc tuột dốc nhanh chóng. Nam Ha Neul suy sụp giữa sự nghiệp bác sĩ gây mê đầy khắc nghiệt.    | 4.1% (3rd)                 | 4.8% (1st)                 |
| 2 | 28 tháng 1 2023 | Jeong Woo chuyển đến nhà mới rồi tình cờ gặp lại đối thủ cũ Ha Neul, cũng là hàng xóm của anh. Khi sức khỏe của cô dẫn đến hệ lụy, Ha Neul tỏ rõ lập trường ở chỗ làm.            | 5.1% (1st)                 | 5.9% (1st)                 |
| 3 | 3 tháng 2 2023  | Khi nhà của Jeong Woo bị đột nhập, Ha Neul đề nghị anh ở lại nhà cô. Sau khi cả hai có một đêm vui vẻ bên nhau, cô quyết định giúp anh trong phiên tòa.                           | 5.1% (1st)                 | 5.7% (1st)                 |
| 4 | 4 tháng 2, 2023 | Sau chuyến đi cùng nhau, Jeong Woo tự hỏi liệu anh có phải là tình đầu của Ha Neul hay không – nhưng rồi cô đi xem mắt. Ha Neul đi phỏng vấn xin việc ở xa.                       | 6.7% (1st)                 | 7.5% (1st)                 |
| 5 | 10 tháng 2 2023 | Jeong Woo đi quãng đường xa để gặp Ha Neul sau cuộc phỏng vấn của cô. Một số khoảnh khắc chân thành buộc cô phải hỏi về cảm xúc thật sự của anh.                                  | 3.7% (1st)                 | 4.0% (1st)                 |
| 6 | 11 tháng 2 2023 | Cuộc gặp vô tình với bạn học cũ khiến Ha Neul cảm thấy ghen tị. Dù vậy, cô vẫn mang lại cho Jeong Woo sự ủng hộ tinh thần rất cần thiết và việc này giúp anh cởi mở hơn.          | 3.9% (1st)                 | 4.0% (1st)                 |
| 7 | 17 tháng 2 2023 | Trong khi Jeong Woo đối mặt với một cuộc tấn công bí ẩn, Ha Neul tìm thấy manh mối rất quan trọng ở nhà. Jeong Woo tình cờ gặp người có thể lật ngược tình thế phiên tòa của anh. | 5.7% (1st)                 | 6.9% (1st)                 |
| 8 | 18 tháng 2 2023 | Sau khi nắm tay Jeong Woo, Ha Neul cố gắng giải mã tình trạng mối quan hệ của họ. Nhưng giữa những tin tức bất ngờ, sức khỏe tinh thần của cô bắt đầu gây ảnh hưởng xấu.          | 6.2% (1st)                 | 6.8% (1st)                 |
| 9 | 24 tháng 2 2023 | Jeong Woo và Ha Neul xoay xở với cuộc sống không có nhau sau khi cô đẩy anh ra xa. Jeong Woo hoảng sợ khi phẫu thuật lần đầu tiên kể từ phiên tòa.                                | 5.8% (1st)                 | 6.8% (1st)                 |
| 10 | 25 tháng 2 2023 | Khi Jeong Woo vật lộn với sang chấn, Ha Neul xuất hiện để hỗ trợ anh. Nhưng sau khi từ chối sự giúp đỡ của cô, anh biết được lý do cô chia tay anh.                               | 8.2% (1st)                 | 9.8% (1st)                 |
| 11 | 2 tháng 3 2023  | Khi tình yêu giữa họ nảy nở, Ha Neul và Jeong Woo cố gắng giữ bí mật về mối quan hệ của họ. Lee Hong Ran gắn kết với Bin Dae Yeong khi anh cần giúp đỡ.                           | 5.7% (1st)                 | 6.4% (1st)                 |
| 12 | 3 tháng 3 2023  | Trong chuyến đi chơi đầy hoài niệm, Ha Neul và Jeong Woo nhập hội cùng Hong Ran và Dae Yeong. Ha Neul chất vấn Min Kyung Min về hành vi có thể sai trái.                          | 6.6% (1st)                 | 7.7% (1st)                 |
| 13 | 9 tháng 3 2023  | Jeong Woo cùng gia đình Ha Neul chờ đợi kết quả ca mổ của cô. Sau đó, anh biết được toàn bộ động cơ phức tạp của Kyung Min.                                                       | 5.3% (1st)                 | 6.2% (1st)                 |
| 14 | 10 tháng 3 2023 | Cần một lối thoát, Jeong Woo có chuyến đi đặc biệt đến Busan cùng Ha Neul và gia đình cô. Sau đó, anh than vãn khi công việc mới của Ha Neul khiến cô dần xa cách anh.            | 6.3% (1st)                 | 7.2% (1st)                 |
| 15 | 16 tháng 3 2023 | Jeong Woo cố gắng tạo bất ngờ cho Ha Neul bằng một món quà, song những trở ngại liên tục cản đường anh. Không lâu sau đó, họ bắt đầu ca mổ chung và các biến chứng phát sinh.     | 5.0% (1st)                 | 5.9% (1st)                 |
| 16 | 17 tháng 3 2023 | Trong khi Jeong Woo chờ đợi câu trả lời của Ha Neul, cô cân nhắc một cơ hội ở nước ngoài và anh đau khổ trước số phận mối quan hệ của họ.                                         | 6.5% (1st)                 | 7.4% (1st)                 |
| Trung bình | Trung bình      | Trung bình | 5.7%                       | 6.4%                       |
| - Trong bảng trên đây, số màu xanh biểu thị cho tỷ lệ người xem thấp nhất và số màu đỏ biểu thị cho tỷ lệ người xem cao nhất. - Bộ phim này được phát sóng trên hệ thống các kênh truyền hình cáp/trả phí nên số lượng người xem thấp hơn so với truyền hình miễn phí (ví dụ như KBS, SBS, MBC hay EBS). |                 | |                            |                            |